# 盛文琳
盛文琳，字九容，直隸常熟縣人。明朝解元。

## 生平
明神宗萬曆四十六年（1618年），中式戊午科應天鄉試第一名舉人（解元）。天啟壬戌，會試不遇，從此入鄉躬耕以老。